# Carlos Iturraspe
Carlos Iturraspe Cuevas, né le 10 juin 1910 à Saint-Sébastien (province du Guipuscoa, Espagne) et mort le 10 août 1981 à Valence, est un footballeur (milieu de terrain) et entraîneur espagnol.

## Biographie
Il commence à jouer au football alors qu'il est étudiant en médecine à Madrid. Il joue avec l'Unión Sporting et le Nacional. 
En 1933, il est recruté par le Valence CF où il passe la plus grande partie de sa carrière. Il joue avec Valence jusqu'en 1946, soit treize saisons. Il remporte avec Valence deux fois le championnat d'Espagne (1942 et 1944) et une Coupe d'Espagne en 1941 (en plus d'être quatre fois finaliste). 
En 1938, en pleine Guerre civile espagnole, il dispute avec le FC Barcelone la Ligue catalane remportée par le Barça.
Il termine sa carrière avec les clubs de Levante UD (1946-1948) et le CD Castellón (1948). 
Le bilan de sa carrière professionnelle en championnat s'élève à 179 matchs joués, pour 6 buts marqués.
Carlos Iturraspe entraîne ensuite dans les années 1950 et 1960 des équipes telles que le Deportivo La Corogne, le Valence CF, le Real Betis ou encore le CD Málaga. Il dirige un total de 425 matchs en championnat au niveau professionnel.

## Palmarès
Avec le FC Barcelone :
- Vainqueur de la Ligue catalane en 1938

Avec le Valence CF :
- Champion d'Espagne en 1942 et 1944
- Vainqueur de la Coupe d'Espagne en 1941
- Finaliste de la Coupe d'Espagne en 1934, 1944, 1945 et 1946